# Witte rammenas
Witte rammenas (Raphanus sativus), ook rettich of daikon genoemd, is een zacht smakende, lange, witte Oost-Aziatische radijs. Alhoewel vooral bekend onder de Japanse naam daikon is witte rammenas niet afkomstig uit Japan, maar uit Centraal-Azië.
Hoewel er vele variëteiten zijn van daikon, heeft de in Japan meest verspreide variëteit, de "aokubidaikon", de vorm van een reuzenwortel van ongeveer 20 tot 35 cm lang en met een diameter van 5 tot 10 cm. Een van de meest ongewone variëteiten van daikon is de sakurajima uit Kagoshima, die eruitziet als een te groot uitgevallen knolraap, wit van buiten is en lichtroze binnenin. De smaak is zachter dan die van kleine radijzen.

## Teelt

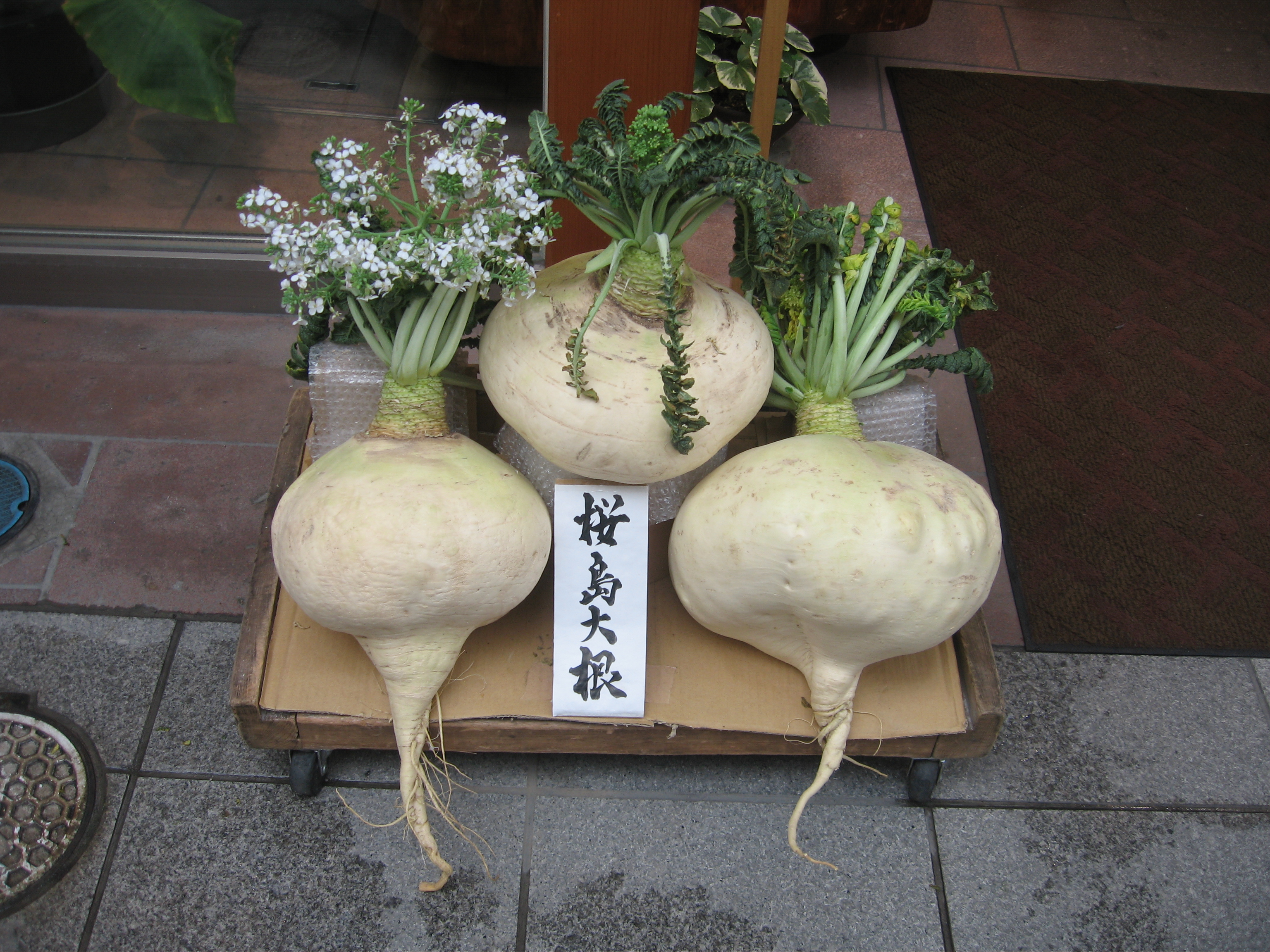
Sakurajima daikon

De variëteit 'Long White Icicle' is in Europa verkrijgbaar, en is makkelijk te telen op goede grond in gebieden met een gematigd klimaat.

## Houdbaarheid
De wortels kunnen, met de bladeren eraan, verschillende weken worden bewaard op een koele, droge plaats. Als zij in de grond blijven, worden zij houterig, maar de bewaartijd van niet-behandelde wortels is kort.

## Voedingsinformatie en gebruik in de keuken
Daikon heeft een zeer lage energetische waarde. 100 g bevat slechts 90 kJ of 15 kcal calorieën en levert 34 percent van de aanbevolen dagelijkse hoeveelheid vitamine C. Daikon bevat ook het enzym myrosinase dat
bij beschadiging van de cellen stoffen doet vrijkomen die de pittige smaak veroorzaken.
In veel Aziatische keukens is de daikon een belangrijk ingrediënt.

### Japanse keuken

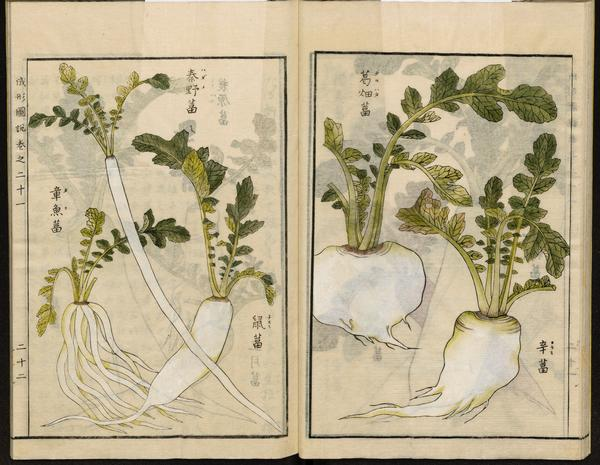
Raphanus raphanistrum subsp. sativus uit de Seikei Zusetsu landbouw-encyclopedie

Daikon is een basisingrediënt in de Japanse keuken. Het wordt gekookt en op zichzelf gebruikt of in eenpansgerechten, zoals nabemono of oden. Daikon wordt ook als garnituur of bestanddeel in soepen, zoals misosoep gebruikt of als ingrediënt voor saus bij tempura. Met sojasaus wordt het bij Japanse hamburgers geserveerd. Men gebruikt het ook voor takuan, een ingemaakte groenteschotel (tsukemono), die bij sushi en als garnituur bij witte rijst wordt opgediend.
Bettarazuke (べったら漬け) is een ingelegde daikon, die zeer geliefd is in Tokio. Het wordt gemaakt door het marineren van de daikon met suiker, zout en sake. De naam komt van de kleverigheid die door het inlegproces ontstaat. Bettarazuke heeft een krachtige, zoete smaak. Op de avond van 19 oktober wordt in het gebied van de Takaradatempel een "bettarbeurs" (Bettara Ichi) gehouden, om de nieuw ingelegde bettarazuke te verkopen.

### Chinese keuken
In China wordt witte rammenas in verschillende gerechten, zoals "poon choi", gebruikt. Samen met varkenszwoerd is het een bijgerecht bij vleesballetjes. Ook de "moolikeuken" voor het Chinees Nieuwjaar maakt gebruik van daikon, die dan gefrituurd of gestoofd wordt. Een soortgelijk gerecht kent men in de Thaise keuken als "khanom pad ka".

### Koreaanse keuken
In Korea wordt gebruikgemaakt van de Mu (무) of Koreaanse radijs. De Koreaanse radijs is in het algemeen wat kleiner, dikker en steviger dan de Japanse daikon. De smaak is wat sterker en het vlees steviger. De bladeren, mucheong (무청) genoemd, worden ook gegeten. Het is een ingrediënt in veel varianten van kimchi, zoals gefermenteerde kool, wat bij vrijwel alle Koreaanse gerechten wordt gegeten.